# Fergus Mac Roeg

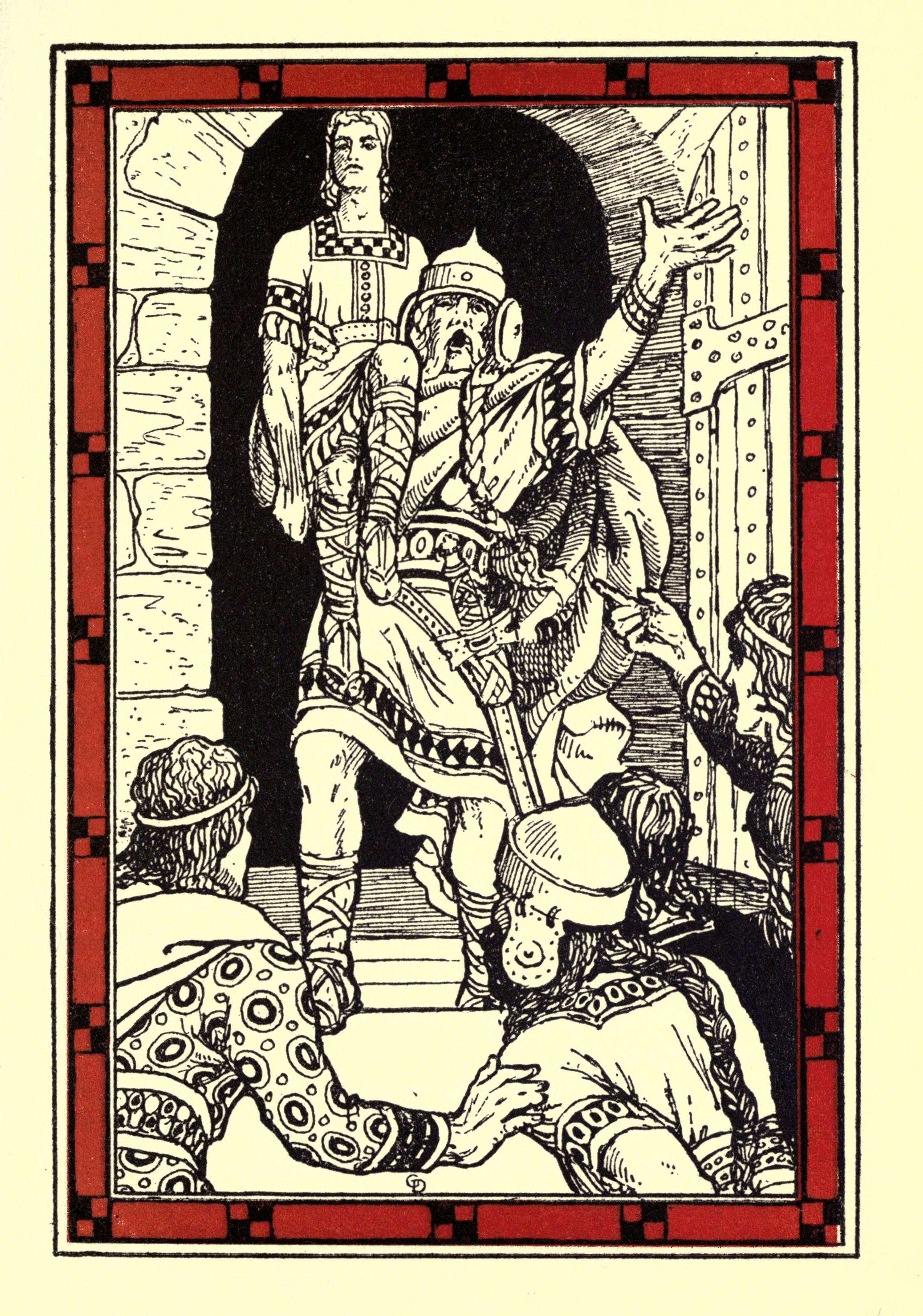
Fergus mac Róich en 1909

Fergus Mac Roeg (fils de Roeg) est, dans la mythologie celtique irlandaise, le roi d’Ulster avant le règne de Conchobar Mac Nessa.

## Contexte
On le décrit comme un géant, aussi fort que sept cents hommes. Ses repas se composent de sept bœufs et de sept porcs et il lui faut sept femmes tous les soirs (ses testicules ont la taille de sacs de farine).
En contrepartie de son mariage avec Ness, celle-ci exige qu’il confie la souveraineté de son royaume à son fils Conchobar Mac Nessa, pour une durée d'un an. Mais, passé ce délai, les Ulates (habitants de l’Ulster), satisfaits du nouveau roi, refusent le retour de Fergus. Les deux adversaires se battent toute une journée et le roi dépossédé de son royaume doit s’exiler en Connaught chez la reine Medb et le roi Ailill, dont il devient le chef de l’armée, après avoir incendié Emain Macha la capitale des Ulates. Il épouse Deichtire, la sœur de Conchobar.
Pendant la Táin Bó Cúailnge (La razzia des vaches de Cooley), il est aux côtés de Medb dont il est devenu l’amant. Mais Ulate lui-même, sa sympathie va à Cúchulainn et ses compatriotes.
Ailill, dans un accès de jalousie, le fait assassiner par un de ses sbires.